# Премія імені Миколи Ушакова
Премія імені Миколи Ушакова — колишня літературна премія Національної спілки письменників України, що присуджувалася російськомовним поетам. Названа на честь російського поета Миколи Ушакова. У 2019 році вручення було скасовано за рішенням Верховного Суду через невідповідність законодавству України.

## Склад журі
- Секретар журі: Володимир Гутковський (з 2004)
- Голова журі:— Алла Потапова (з 1998)

## Умови для подачі номінацій
Премія присуджувалася щорічно за «найкращі твори, які утверджують ідеали гуманізму та духовності, глибоко розкривають світосприймання народу та внутрішній світогляд нашого сучасника, роблять вагомий внесок розвиток поезії».
Учасник повинен був бути членом Національної спілки письменників України. Представлені пропозиції приймаються Спілкою письменників України до 1 червня поточного року. Особі, якій присуджена премія, вручається диплом, та грошова винагорода розміром 1000 грн. Організатор премії Національна Спілка Письменників України. Необхідні матеріали для участі: книга в трьох екземплярах, подання від НСПУ з печаткою (або подання від редакції чи громадської організації). Книга має бути видана в рік присудження або на рік раніше.

### Положення «Про літературну премію імені Миколи Ушакова»
1. Літературна премія імені Миколи Ушакова заснована Національною Спілкою письменників України для відзначення українських поетів, що пишуть російською мовою і проживають в Україні та за її Межами, за визначні здобутки та новаторство в сучасній поезії.
2. Премія присуджується щорічно за найкращі твори, які утверджують ідеали гуманізму та духовності, глибоко розкривають світосприймання народу та внутрішній світогляд нашого сучасника, роблять вагомий внесок розвиток поезії. Премія присуджується авторові (авторам) літературних творів з числа висунутих на здобуття премії, які були опубліковані чи оприлюднені протягом року, за який присуджується премія та початку (першого кварталу) року розгляду.
3. Пропозиції про присудження премії вносять творчі спілки, редакції періодичних видань, вчені ради навчальних та наукових закладів, бібліотеки та окремі особи. Також, згідно зі світовою практикою, особисте право висунення кандидатур на премію ім. М .Ушакова мають лауреати премії попередніх років.
4. Поезії у вигляді книжок віршів чи публікацій подаються до журі разом із представленням організації (особи), що висуває ї на здобуття премії. В представленні зазначається прізвище, ім'я та по батькові автора, назва творів, час їх написання та місце публікації. Також можуть бути надані відгуки про ці твори у засобах масової інформації, рецензії, статті та ін. Представлені пропозиції приймаються Спілкою письменників України до 1 червня поточного року.
5. Порядок обговорення і розгляду авторів та кандидатур, висунутих на здобуття премії та склад журі встановлюється засновником. Перелік творів, що допущені до участі в конкурсі, публікується в пресі.
6. Рішення про присудження премії приймається журі, затверджується президією ради НСПУ і публікується в пресі у червні відповідного року на відзначення дня народження М. Ушакова.
7. Особі, якій присуджена премія, вручається диплом, та грошова винагорода. Вручення лауреату нагороди відбувається у вересні відповідного року на урочистих заходах на відзначення пам'яті Миколи Ушакова.
8. Премія не присуджується посмертно.
9. Всі матеріали на здобуття премії надсилаються за адресою: 01601, м. Київ, вул. Банкова, 2, Національна спілка письменників України /журі літературної премії імені Миколи Ушакова/.

## Лауреати
- 1995 р. — Вадим Шкода (Ворзель)
- 1996 р. — Володимир Родіонов (Чугуїв)
- 1996 р. — Михайло Селезньов (Дніпропетровськ)
- 1997 р. — Римма Катаєва (Харків), Леонід Татаренко (Київ)
- 1998 р. — Еміль Январьов (Миколаїв)
- 1999 р. — Ріталій Заславський (Київ)
- 2000 р. — Сергій Шелковий (Харків)
- 2001 р. — Андрій Поляков (Суми)
- 2002 р. — Євдокія Ольшанська (Київ)
- 2003 р. — Володимир Гоцуленко (Київ), Василь Дробот (Київ)
- 2004 р. — Володимир Пучков (Миколаїв) за книгу віршів «Штрафная роща»
- 2005 р. — Наталя Бельченко (Київ) за книгу віршів «Зверек в ландшафте», Олександр Твердохліб (Синельниково, Дніпропетровська область) за книгу віршів «Песчаные журавли»
- 2006 р. — Олександр Чернов (Київ) за книгу віршів «Леденцовый период»
- 2007 р. — Дмитро Бураго (Київ) за книгу віршів «Спичечный поезд», Олександр Ратнер (Дніпропетровськ) за книгу віршів «Два креста»
- 2008 р. — Андрій Грязов (Київ) за книгу віршів «Точка слуха», В'ячеслав Качурін (Миколаїв) за книгу віршів «Главный причал»
- 2009 р. — Ірина Іванченко (Київ) за книгу віршів «Бес сомнений»
- 2010 р. — Володимир Гутковський (Київ)
- 2011 р. — Валерія Богуславська (Київ — Харків) за двотомник перекладів російської поезії «А українською — так!»
- 2012 р. — Сергій Кринонос (Луганська область) за книгу поезій «Когда приходит зрелость к сентябрю»
- 2014 р. — Олександр Кабанов (Київ) за книгу поезій «Волхвы в планетарии»
- 2015 р. — Ірина Євса (Харків) за книгу «Юго-Восток»
- 2017 р. — Наталія Філіппова (Київ) за книгу «Избранное»
- 2018 р. — Сергій Лазо (Київ) за збірку «И снов моих тише…»; Гарі Лайт (Чикаго) за книгу «Траектории возвращений»